# Улица Крустабазницас
Улица Кру́стабазницас (латыш. Krustabaznīcas iela) — улица в Видземском предместье города Риги, в микрорайонах Тейка и Чиекуркалнс. Начинается от Бривибас гатве, пересекает железнодорожную линию Рига — Лугажи и заканчивается перекрёстком с улицей Вискалю.
Общая длина улицы Крустабазницас составляет 1070 метров. На всём протяжении имеет асфальтовое покрытие и 2 полосы движения. Общественный транспорт по улице не курсирует, но на Бривибас гатве, улице Ропажу и улице Эзермалас есть остановки «Krustabaznīcas iela». Переезд через железнодорожную линию оборудован автоматическим шлагбаумом.

## История
Улица Крустабазницас впервые упоминается в 1914 году под названием Гусарская улица (латыш. Huzāru iela), поскольку здесь располагались казармы 16-го гусарского Иркутского Его Императорского Высочества великого князя Николая Николаевича полка (1913, архитектор Рейнгольд Шмелинг) — ныне дом № 11, сохранилось 15 корпусов из 27. Своё нынешнее название, в честь расположенной здесь церкви Святого Креста, получила в 1936 году. В 1940—1942 и 1944—1992 годах улица носила название Накотнес (Nākotnes iela, с латыш. — «улица Будущего»).

## Прилегающие улицы
Улица Крустабазницас пересекается со следующими улицами:
- Бривибас гатве
- Улица Ропажу
- Улица Берзпилс
- Чиекуркална 2-я линия
- Улица Вискалю